# Pierre-Yves Fux
Pierre-Yves Fux (* 2. Juli 1967 in Genf; heimatberechtigt in Genf und St. Niklaus) ist ein Schweizer Klassischer Philologe und Diplomat und Botschafter.

## Leben
Pierre-Yves Fux studierte Literaturwissenschaften (Latein, Altgriechisch, Althebräisch) an der Universität Genf (1990) sowie Geschichte und Archäologie an der École pratique des hautes études der Universität Paris IV Paris-Sorbonne (1992). Von 1992 bis 1996 war er Assistent an der Universität Genf und studierte parallel Philosophie mit Schwerpunkt Metaphysik (Antike und Mittelalter) an der Universität Genf (1994). 1995 war er Mitglied des Istituto Svizzero di Roma und absolvierte ein Diplomstudium der Paläografie an der Vatikanischen Schule für Paläografie, Diplomatik und Archivkunde (1995). Er hatte einen Lehrauftrag für Lateinische Literatur an der Genfer Universität inne. 1997 wurde er mit der Arbeit Les sept passions de prudence: (Peristephanon 2. 5. 9. 11–14) Introduction générale et commentaire. über den christlich-spätantiken Dichter Prudentius an der Universität Genf zum Doktor der Literaturwissenschaften promoviert.
1996 trat er in den Staatsdienst der Schweiz ein und war bis 1997 Anwärter im diplomatischen Dienst in der Sektion Menschenrechtspolitik der Politischen Direktion des Eidgenössischen Departement für auswärtige Angelegenheiten (EDA). 1996 wurde er Attaché in der Schweizerischen Botschaft in Tel Aviv. 1998 wechselte er als Diplomatischer Mitarbeiter verantwortlich für humanitäre und friedenspolitische Fragen im Nahen Osten an das EDA in Bern.
Er war Botschaftsrat und Leiter der Sektion Kultur und Medien in Tokio (2002–2005), wo er parallel am Institut franco-japonais de Tokyo die altgriechische Sprache unterrichtete, und Botschaftsrat und 1. Mitarbeiter in Teheran (2005–2007). Von 2007 bis 2010 war er Diplomatischer Adjunkt und Regionalkoordinator für Südasien in der Politischen Abteilung Asien und Ozeanien des EDA in Bern. 2010 erfolgte die Ernennung zum Minister und Tätigkeit für die Abteilungen Asien und Pazifik (2010–2013), dann Nordafrika und Mittlerer Osten (2013–2014) in der Politischen Direktion im Eidgenössischen Departement für auswärtige Angelegenheiten (EDA) in Bern.
2014 wurde er Missionschef in Amman, Jordanien (Kurzeinsatz), und war ab Februar als Schweizer Botschafter beim Heiligen Stuhl tätig. 2014 erfolgte die Ernennung zum Schweizer Botschafter in der Republik Slowenien und beim Heiligen Stuhl. Seinen Sitz hatte er in Ljubljana. Sein Nachfolger für Slowenien ist seit Juli 2018 Denis Knobel. 2017 wurde er zum ausserordentlicher und bevollmächtigter Schweizer Botschafter in Nikosia, Zypern, ernannt; Amtsantritt vor Ort war Mai 2018. Am 25. Juli 2018 wurde Fux offiziell die Ernennungsurkunde durch den Präsidenten der Republik Zypern, Nikos Anastasiadis, übergeben. Er blieb parallel Botschafter beim Heiligen Stuhl, bis zum Amtsantritt von Denis Knobel zum 13. Dezember 2018.
Pierre-Yves Fux wurde zum ausserordentlichen und bevollmächtigten Botschafter in der Demokratischen Volksrepublik Algerien, mit Sitz in Algier, ernannt; der Amtsantritt erfolgte im August 2022.
Pierre-Yves Fux wurde im Juni 2025 als Leiter der Abteilung Eurasien (EURA) im Staatssekretariat des Eidgenössischen Departements für auswärtige Angelegenheiten EDA in Bern im Rang eines Botschafters ernannt.

## Wirken
Pierre-Yves Fux gilt als der Nahost-Experte beim Eidgenössischen Departement für auswärtige Angelegenheiten (EDA). Seit 2002 war er involviert in den Bemühungen der Schweiz zum humanitären Völkerrecht im Nahen Osten.
Er engagiert sich für zahlreiche Sozialprojekte im Heiligen Land (Israel, Palästina (Gazastreifen/Westjordanland), Jordanien). 2015 wurde Pierre-Yves Fux von Kardinal-Grossmeister Edwin Frederick Kardinal O’Brien zum Ritter des Ritterordens vom Heiligen Grab zu Jerusalem ernannt und am 9. Mai 2015 in der Kloster-Basilika der Abtei Disentis durch Bischof Pier Giacomo Grampa, Grossprior der Schweizer Statthalterei, in den Päpstlichen Laienorden investiert. 2019 erfolgte die Ernennung zum Komtur des Ordens.
Pierre-Yves Fux ist Mitglied der Association Suisse pour l’étude de l’Antiquité. Er spricht Französisch, Italienisch, Deutsch, Schweizerdeutsch und Englisch. Er liest Latein, Hebräisch und Altgriechisch.

## Ehrungen und Auszeichnungen
- Aufnahme in das Schweizerische Kulturinstitut in Rom (1995)
- Aufnahme in die Animabruderschaft von Santa Maria dell’Anima (2014)
- Aufnahme in den Ritterorden vom Heiligen Grab zu Jerusalem (2015 Ritter; 2019 Komtur)

## Schriften

### Bücher
- Les Portes Saintes. Ad Solem, Genf 1999, ISBN 2-940090-46-7.
- mit Jean-Michel Roessli und Otto Wermelinger: Augustinus Afer. Editions Universitaires, Freiburg 2000, ISBN 2-8271-0943-3.
- Les sept Passions de Prudence (Peristephanon 2. 5. 9. 11–14). Introduction générale et commentaire. (= Paradosis. 46). Ed. Universitaires, Freiburg 2003, ISBN 2-8271-0957-3.
- Paix et guerre chez saint Augustin. Migne, Paris 2010, ISBN 978-2-908587-62-3.
- La main tendue. Jean-Paul II en Terre sainte. Editions de L’Œuvre, Paris 2011, ISBN 978-2-35631-099-6.
- Prudence et les martyrs : hymnes et tragédie (Peristephanon 1. 3-4. 6-8. 10). Commentaire. (= Paradosis. 55). Academic Press, Freiburg 2013, ISBN 978-2-8271-1076-6.
- Les Pas de saint Martin. éd. Saint-Léger, Chouzé-sur-Loire 2018, ISBN 978-2-36452-392-0.
- mit Elise Cairus: Pape et pèlerin, François à Genève. "Il répandra sur nous l'Esprit d'unité". Slatkine, Genf, 2020, ISBN 978-2-8321-0972-4.
- Parlez-vous le Vatican ? Petit dictionnaire des mots du Saint-Siège. Cerf, Paris, 2021, ISBN 978-2-204-14374-5.

### Artikel
- mit Pierre Monod: Israel, ein wirtschaftlicher Sonderfall. In: Volkswirtschaft. 70/8 (1997), S. 22–28.
- mit Pierre Monod: "Israël, Sonderfall économique" in La Vie économique. 70/8 (1997), S. 22–28.
- Droits de l'homme au Proche-Orient et en Afrique du Nord : défis régionaux. Éléments de réflexion. In: Politorbis. (Berne, Département fédéral des affaires étrangères) 2/2000, S. 14–16.
- Manifester l’africanité et l’universalité de saint Augustin. In: Saint Augustin: Africanité et universalité. Actes du colloque international Alger-Annaba. 1-7 avril 2001. Augustinus Afer, Paradosis 45/2, Fribourg 2003, S. 469–474.
- Africanité et universalité de saint Augustin : d’une rive à l’autre de la Méditerranée. Dialogue entre les Civilisations. Actes des conférences prononcées au Palais des Nations 2001–2002, Nations Unies, 2002, S. 123–143.
- mit Mirko Zambelli: Mise en œuvre de la Quatrième Convention de Genève dans les territoires palestiniens occupés : historique d'un processus multilatéral (1997–2001). In: Revue internationale de la Croix-Rouge = International review of the Red Cross, 84/661 (2002), S. 661–696.
- Les patries des martyrs : doctrines et métaphores chez les poètes Damase, Ambroise, Paulin de Nole et Prudence. In: Saint Maurice et la Légion thébaine. Actes du colloque, 17.–20. September 2003. Paradosis 49, Fribourg (Academic Press) 2005, S. 365–375.

### Einführungen und Präsentationen
- Louis Laneau: Rencontre avec un sage bouddhiste. Ad Solem, Genf 1998, ISBN 2-940090-25-4.
- Roger Liggenstorfer: „Archivio della Nunziatura di Lucerna“ im Vatikanischen Geheimarchiv. Inventar. unter Mitwirkung von André-Jean Marquis, Urban Fink und Carlotta Benedetti. 2017, ISBN 978-88-98638-04-8.
- Lorenzo Planzi: Il collegio Papio di Ascona. Da Carlo Borromeo alla Diocesi di Lugano. Armando Dadò ed., 2018, ISBN 978-88-8281-499-1.